# Graham Wood
Graham Wood   (Melbourne, 24 de juny de 1936) és un jugador d'hoquei sobre herba australià, ja retirat, que va competir durant les dècades de 1950 i 1960.
El 1960 va prendre part en els Jocs Olímpics d'Estiu de Roma, on fou sisè en la competició d'hoquei sobre herba. Quatre anys més tard, als Jocs de Tòquio, guanyà la medalla de bronze en la mateixa competició.